# كارلوس ماتشي
كارلوس ماتشي (بالإسبانية: Carlos Macchi) هو لاعب كرة قدم أوروغواياني في مركز الوسط، ولد في 18 أكتوبر 1974 في مونتيفيديو في الأوروغواي. شارك مع منتخب الأوروغواي تحت 17 سنة لكرة القدم. أما مع النوادي، فقد لعب مع بنيارول وجوفينتود ورامبلا جونيورز وريال إسبانيا وميرامار ميشنس ونادي رينتيستاس ونادي كاراكاس ونادي ليفربول.

## وصلات خارجية
- كارلوس ماتشي على موقع إي إس بي إن إف سي (الإنجليزية)
- كارلوس ماتشي على موقع قاعدة بيانات كرة القدم.إي يو (الإنجليزية)
- كارلوس ماتشي على موقع Soccerway.com (الإنجليزية)